# Óscar Marziali
Óscar Marziali (Monte San Pietrangeli, 22 de febrero de 1895-Loreto, 16 de noviembre de 1987) fue un pintor italiano dedicado generalmente a la pintura religiosa.

## Biografía

### Primeros años
Nació en Monte San Pietrangeli (AP), Marcas, el 22 de febrero de 1895. Sus padres fueron Filippo y María Concretta Mancinelli. A la edad de dos años fue llevado por sus padres a Argentina, a la provincia de Mendoza. Reveló una precoz inclinación al arte y se vio favorecido tanto por el padre como por la madre, más sensible y abierta.
Terminada la escuela elemental, el pequeño Óscar se vio en la obligación de trabajar en la oficina paterna y solo furtivamente pudo dedicarse al estudio del dibujo y a cultivar el arte. Casualmente encontró al profesor Cigolotti, “un concienzudo retratista véneto” que, impresionado por la tendencia del joven por el arte, le dio algunas lecciones, invitándolo después, ya en Italia, a inscribirse en un curso regular en la Academia de Bellas Artes de Venecia. Superadas algunas dificultades, con la protección de la madre, en 1922 pudo inscribirse en la academia veneciana Carmeni, asistiendo a los tres cursos superiores con el profesor Antonio Bressanin, quien lo estimaba mucho. También recibió algunas lecciones de Ettore Tito. En 1925 terminó el curso en la Academia. En ese mismo año fue llamado por el señor Mazzoni para decorar la iglesia de la Dolorosa, aneja al hospital de Monte San Pietrangeli, con pinturas realizadas tanto al fresco como a témpera. La novedad de su obra le atrajo muchas incomprensiones y duras críticas.

### Decenio
El decenio 1926-1936 se caracteriza por la obra de Marziali cuyas señas de identidad hay que buscarlas en las acuarelas y óleos de sello escolástico, mostrando su gran capacidad para el diseño, su sensibilidad cromática, según los cánones de un tardo-impresionismo, próximo a la línea de Segantini. En 1926 Marziali vuelve a Argentina y expone en Mendoza una serie de paisajes italianos. En octubre de 1928, en Buenos Aires, en la Galería  Witcomb, presenta algunos cuadros con paisajes… y  vistas venecianas. En noviembre posterior, en La Pena, un Círculo de intelectuales, presenta una nueva exposición semejante a la anterior. En 1930 exponen nuevamente en Mendoza. En 1931, de regreso a Italia, contrae matrimonio con Amelia Molinatti, dedicada a la enseñanza, quien ocupó discreta y silenciosamente la vida del pintor. En el año 1931 expone en Florencia, y el 1932, en Venecia; en 1933 y 1936 expone en Asís; y durante 1933-1935 en Carella, Proserpio y Castelmarte; en 1935 expone en Piceno una muestra de cuadros realizados para el Sr. M. Scalfi di Albiate. Finalmente, en 1935, expone en Milán, en Casa de los artistas, obteniendo un gran éxito.
Después de su muestra milanesa, pasó por Asís, en donde pintó, sobre una gran pared del convento noviciado, un gran fresco titulado Síntesis franciscana. En 1936, invitado por el P. Amidio d’Ascoli, que lo conoció en Asís en junio de ese año, el pintor llegó a Loreto, obteniendo un voluminoso encargo para la ejecución de una serie de cuadros sobre las Florecillas de San Francisco y sus compañeros, que lo mantuvieron ocupado, con alternancias, hasta finales de 1942. Al final de 1937 y comienzo del 1938 marchó al Francavilla d’Ete contratado por los Terciarios Regulares de San Francisco para pintar sobre tabla las catorce estaciones del Vía Crucis. Regresó a Loreto para pintar otros cuadros de temática franciscana y sobre otros temas. A final de septiembre de 1943, Marziali dejó Loreto para marchar al convento de capuchinos de Áscoli Piceno, con la invitación del P. Emidio d’Ascoli, con el compromiso de iniciar otra etapa pictórica, consistente en pintar cuatro paneles de los altares laterales de la iglesia, además de otros cuadros. Terminó su trabajo en diciembre de 1944. En los años sucesivos, realizó exposiciones en Loreto, Áscoli y otras ciudades.

### Estancia en España
Admirado por el P. Mechor de Benissa, Ministro general emérito de los capuchinos, en 1948 Marziali marchó a España en donde permaneció hasta 1949-50. El convento noviciado de L’Olleria (Valencia) fue su primer destino. Allí permaneció por espacio de casi dos años. Pintó alrededor de medio centenar de cuadros con motivos franciscanos en su mayor parte, aunque también abundan bodegones, retratos y algunos cuadros costumbristas. Destaca, por sus grandes dimensiones, la Última Cena, para la que sirvió como modelos a los religiosos que habitaban el convento en esos años. De toda su producción en L’Olleria, se conservan 32 obras, que ocupan una sala dedicada al pintor y es visitable por el público. Según la leyenda popular más extendida, su cometido primero fue pintar la bóveda de la iglesia conventual, pero, al no complacer su estilo a los superiores del momento, su actividad pictórica se redujo a los cuadros que aún se conservan en el convento y otros que permanecen en manos de particulares. Algo similar debió ocurrirle en el convento de capuchinos de Pompeya en Barcelona, pues ese fue su destino posterior, después pasó por Madrid, en donde tuvo ocasión de visitar los principales museos de la ciudad. Tampoco en Pompeya decoró la iglesia, pero sí dejó una numerosa obra de temática franciscana similar a la realizada en Loreto y L’Olleria.

### Fallecimiento
Murió en Loreto el 16 de noviembre de 1987, celebrándose solemnes funerales en la Basílica de la Santa Casa, presididos por monseñor Loris Francesco Capovilla, arzobispo de Loreto, sincero admirador del artista. Fue enterrado en el cementerio de Loreto, junto a su mujer Amelia, en una tumba que había adquirido tiempo atrás para sí y para su mujer.